# Edward Reekers
Edward Reekers (* 25. Mai 1957 in Hengelo, Provinz Overijssel) ist ein niederländischer Musiker, der sich zunächst als Sänger der Artrockband Kayak und später als Solist einen Namen machte. Seine Stimme wurde auch durch diverse Werbespots bekannt, in Deutschland vor allem durch das aus der Langnese-Werbung stammende Lied So schmeckt der Sommer aus dem Jahr 1995.

## Biografie
Reekers Vater war zunächst Eisenbahner, später Stadtrat und Bürgermeister. Seine Mutter war Hausfrau. Außerdem hat er einen älteren Bruder namens Martin. Bereits in jungen Jahren entdeckte Edward Reekers sein Interesse für Musik. Er spielte zunächst Maultrommel und begann bereits im Alter von drei Jahren mit dem Singen. Mit zehn Jahren bekam er seine erste Gitarre von seinem Bruder und brachte sich das Spielen selbst bei. Dabei spielte er als Linkshänder auf einem Instrument für Rechtshänder, also verkehrt herum. In dieser Zeit schrieb Reekers das erste eigene Lied, Flower Girl, und nahm Klavierunterricht.
Weil sein Vater dort Bürgermeister wurde, zog die Familie während Edward Reekers’ zweitem Highschooljahr nach Berkel en Rodenrijs. Es folgte der Wechsel aufs Laurenscollege Rotterdam, wo Reekers Mitglied der Schulband wurde, zunächst als Gitarrist, später auch als Keyboarder, Schlagzeuger und Sänger. Die Gruppe nannte sich „Suzy Cream Cheese“ (nach einem Lied Frank Zappas) und entwickelte sich im Laufe der Zeit zu einer erfahrenen Popband, die auch außerhalb der Schule auftrat und Lieder von Yes und anderen Bands im Repertoire hatte.
Nach einigen Umbesetzungen und Reekers’ Schulabschluss, begann er in Delft ein Deutsch- und Englisch-Studium, um Lehrer zu werden. Die Band wurde in „Tacit“ umbenannt und nahm Mademoiselle Michelle, die erste eigene Schallplatte, auf. Mit zwei Freunden entstanden Demoaufnahmen, die Reekers an die Band Kayak, deren Fan er war, schickte. Nach einem Vorspiel wurde er neuer Sänger dieser Gruppe und nahm bereits an den Aufnahmen zum 1978er Album Phantom of the Night teil. 1981 verließ er die Formation wieder und wurde zunächst Hausmann, während seine Frau als Arzthelferin arbeitete.
Durch die Sängerin Jody Pijper (Stars on 45) und den Sänger und Bassisten Pim Roos bekam Reekers erste Jobs als Backgroundsänger, u. a. für Lee Towers. Außerdem sang er Werbespots und Jingles, z. B. für SkyRadio. Reekers war auch Mitglied der Begleitband der niederländischen Singer-Songwriterin Nadieh, mit der er für eine Open-Air-Show sogar bis Japan reiste. Es folgte ein Vorsprechen für die Cartoon-Serie The Bobobops, in der er die beiden Hauptrollen sprach.
Später synchronisierte er viele Serien und Filme und übernahm auch Regieaufgaben. Er war z. B. für die niederländischen Fassungen der Harry-Potter-Filme verantwortlich. 1998 sang Reekers das Introlied des Films The Lion King II: Simba’s Pride und übernahm den Leadgesang bei Tarzan 2. 2004 kehrte er, zunächst als Vertretung für Bert Heerink, dann als festes Mitglied zu Kayak zurück. 2008 erschien das dritte Soloalbum Child of the Water. Im Januar 2015 gab die Band auf ihrer Webseite bekannt, dass Reekers Kayak erneut verlässt.

## Fernsehauftritte in Deutschland
- Musikladen 75 am 30. September 1982 – The Words to Say I Love You
- ZDF-Hitparade am 17. August 1995 – So schmeckt der Sommer

## Diskografie

### Alben
- 1980: The Last Forest
- 1990: The Commandments (Tom Parker Project feat. Anita Meyer, Rob de Nijs, Amy Vanmeenen und Edward Reekers)
- 1992: Stages
- 2008: Child of the Water
- 2023: The Liberty Project

### Singles
- 1980: Norwegian Girl
- 1981: Lady of Prudence
- 1982: The Words to Say I Love You
- 1983: Flaming Star
- 1990: Take Me Home
- 1992: Lovers
- 1995: So schmeckt der Sommer! (aus der Langnese-Werbung)
- 1996: So schmilzt der Winter (aus der Langnese-Werbung)